# Zajamčena tradicionalna posebnost
Zajamčena tradicionalna posebnost (ZTP) je ena od shem kakovosti, s katero so zaščiteni kmetijski pridelki in živila v Sloveniji in celotni Evropski uniji.
Kmetijski pridelki ali živila, ki so označeni s to shemo kakovosti, so pridelani ali predelani iz tradicionalnih surovin ali imajo tradicionalno sestavo ali recepturo. Sama pridelava ali predelava zamljepisno ni omejena, te kmetijske pridelke ali živila lahko pridelujejo ali predelujejo vsi, ki se držijo predpisane recepture, postopka in oblike pridelka ali živila.

## V Sloveniji zaščiteni kmetijski pridelki ali živila
Slovenska živila z oznako zajamčene tradicionalne posebnosti: Prekmurska gibanica, Idrijski žlikrofi, Belokranjska pogača in Slovenska potica.
Slovenski proizvajalci lahko uporabljajo tudi zaščitena imena »Seneno mleko«, »Ovčje seneno mleko« in »Kozje seneno mleko«, ki jih je kot zajamčeno tradicionalno posebnost zaščitila Avstrija.